# Liste der Naturschutzgebiete im Kreis Recklinghausen
Die Liste der Naturschutzgebiete im Kreis Recklinghausen enthält die Naturschutzgebiete des Landkreises Kreis Recklinghausen in Nordrhein-Westfalen.

## Liste
| Schlüsselnr. | Gemeinde         | Gebietsname                                                    | Fläche in ha | Bild                               |
| ------------ | ---------------- | -------------------------------------------------------------- | ------------ | ---------------------------------- |
| RE-033       | Castrop-Rauxel   | Habinghorst                                                    | 2,2231       |                                    |
| RE-034       | Castrop-Rauxel   | Schlaan                                                        | 3,1899       |                                    |
| RE-035       | Castrop-Rauxel   | Langeloh                                                       | 11,5611      |                                    |
| RE-036       | Castrop-Rauxel   | Wagenbruchquellen                                              | 21,5179      | Wagenbruchquellen                  |
| RE-037       | Castrop-Rauxel   | Beerenbruch                                                    | 62,1383      |                                    |
| RE-038       | Castrop-Rauxel   | Tongrube Lessmöllmann                                          | 3,6852       |                                    |
| RE-054       | Castrop-Rauxel   | Pöppinghäuser Wald                                             | 73,93        |                                    |
| RE-021       | Datteln          | Kollental                                                      | 2,3060       |                                    |
| RE-022       | Datteln          | Gernebachtal                                                   | 40,9828      |                                    |
| RE-025       | Datteln          | Jaust-Bruchwald                                                | 8,0052       |                                    |
| RE-029       | Datteln          | Lippeaue                                                       | 2169,4627    | Bilder                             |
| RE-030       | Datteln          | Redder Bruch                                                   | 50,0000      |                                    |
| RE-001K1     | Dorsten          | Rhader Wiesen (RE)                                             | 208,6097     |                                    |
| RE-002       | Dorsten          | Wessendorfer Elven                                             | 77,7495      |                                    |
| RE-004       | Dorsten          | Lasthauser Moor                                                | 1,9975       |                                    |
| RE-005       | Dorsten          | Witte Berge und Deutener Moore                                 | 87,3185      | NSG Witte Berge und Deutener Moore |
| RE-008       | Dorsten          | Postwegmoore                                                   | 78,0881      |                                    |
| RE-010       | Dorsten          | Rütterberg-Nord                                                | 26,8000      |                                    |
| RE-014       | Dorsten          | Feuchtwiese an der Wienbecker Mühle                            | 1,5972       |                                    |
| RE-017       | Dorsten          | Becker Bruch                                                   | 9,8047       |                                    |
| RE-029       | Dorsten          | Lippeaue                                                       | 2169,4627    | weitere Bilder                     |
| RE-049       | Dorsten          | Bachsystem des Wienbaches                                      | 683,0009     | weitere Bilder                     |
| RE-009       | Gladbeck         | Nattbachtal                                                    | 2,5594       |                                    |
| RE-028       | Gladbeck         | Rüden Heide                                                    | 11,2150      |                                    |
| RE-039       | Gladbeck         | Zweckeler Wald                                                 | 19,8426      |                                    |
| RE-040       | Gladbeck         | Quälingsbachaue                                                | 6,4800       |                                    |
| RE-041       | Gladbeck         | Bloomsfeld                                                     | 4,4900       |                                    |
| RE-042       | Gladbeck         | Boyetal-West                                                   | 5,0800       |                                    |
| RE-043       | Gladbeck         | Halde Ellinghorst                                              | 22,1800      |                                    |
| RE-044       | Gladbeck         | Halde Rheinbaben                                               | 20,1300      | weitere Bilder                     |
| RE-045       | Gladbeck         | Boyetal-Ost                                                    | 5,0000       |                                    |
| RE-046       | Gladbeck         | Natroper Feld                                                  | 13,8911      | weitere Bilder                     |
| RE-047       | Gladbeck         | Möllers Bruch                                                  | 27,1121      |                                    |
| RE-003       | Haltern am See   | Wacholderdüne Sebbelheide                                      | 2,0179       |                                    |
| RE-006       | Haltern am See   | Seebucht Hohe Niemen                                           | 8,3600       | weitere Bilder                     |
| RE-007K1     | Haltern am See   | Teiche in der Heubachniederung (RE) – NSG-Status unklar (2016) | 212,5645     | NSG Teiche in der Heubachniederung |
| RE-012       | Haltern am See   | Holtwicker Wacholderheide                                      | 5,8481       | weitere Bilder                     |
| RE-013       | Haltern am See   | Westruper Heide                                                | 87,7692      | weitere Bilder                     |
| RE-018       | Haltern am See   | Schultendille                                                  | 11,6769      |                                    |
| RE-027       | Haltern am See   | Winkelskolk                                                    | 0,4793       |                                    |
| RE-029       | Haltern am See   | Lippeaue                                                       | 2169,4627    | weitere Bilder                     |
| RE-048       | Herten           | Loemühlenbachtal                                               | 54,9700      |                                    |
| RE-050       | Herten           | Hertener Schlosswald                                           | 117,28       |                                    |
| RE-051       | Herten           | Hertener Emscherbruch                                          | 81,11        |                                    |
| RE-052       | Herten           | Brandhorster Wald                                              | 33,77        |                                    |
| RE-055       | Herten           | Bertlich                                                       | 6,48         | weitere Bilder                     |
| RE-056       | Herten           | Hasseler Mühlenbach und Lamerottbach                           | 41,91        |                                    |
| RE-057       | Herten           | Telgenbusch                                                    | 49,79        |                                    |
| RE-058       | Herten           | Quellbereich des Wiesenbachtales                               | 1,17         |                                    |
| RE-066       | Herten           | Kellergatt                                                     | 8,49         |                                    |
| RE-011       | Marl             | Die Burg                                                       | 142,9151     | weitere Bilder                     |
| RE-020       | Marl             | Braucksenke                                                    | 2,8117       | NSG Braucksenke                    |
| RE-029       | Marl             | Lippeaue                                                       | 2169,4627    | weitere Bilder                     |
| RE-048       | Marl             | Loemühlenbachtal                                               | 54,9700      |                                    |
| RE-062       | Marl             | Burggraben                                                     | 12,39        |                                    |
| RE-019       | Oer-Erkenschwick | Silvertbach                                                    | 72,3800      |                                    |
| RE-023       | Oer-Erkenschwick | Brinksknapp                                                    | 17,0364      | weitere Bilder                     |
| RE-024       | Oer-Erkenschwick | Schwarzer Berg                                                 | 10,6800      | weitere Bilder                     |
| RE-026       | Oer-Erkenschwick | Stimberghöhe                                                   | 1,9531       |                                    |
| RE-063       | Oer-Erkenschwick | Kaninchenberg                                                  | 2,20         | NSG Kaninchenberg                  |
| RE-011       | Recklinghausen   | Die Burg; nur zu rund 13 ha in Recklinghausen, Rest in Marl    | 142,9151     | Bilder                             |
| RE-032       | Recklinghausen   | Becklemer Busch                                                | 46,0588      |                                    |
| RE-048       | Recklinghausen   | Loemühlenbachtal                                               | 54,9700      |                                    |
| RE-053       | Recklinghausen   | Bruchwald Brandheide                                           | 5,42         |                                    |
| RE-059       | Recklinghausen   | Quellbereich des Bockholtes Baches                             | 1,85         |                                    |
| RE-060       | Recklinghausen   | Pothgraben und Goestal                                         | 7,48         |                                    |
| RE-061       | Recklinghausen   | Grenzgraben                                                    | 9,41         |                                    |
| RE-064       | Recklinghausen   | Johannistal                                                    | 8,42         |                                    |
| RE-065       | Recklinghausen   | Das Loh                                                        | 6,48         | Loh                                |
| RE-015       | Waltrop          | Leveringhäuser Teich                                           | 10,0257      | weitere Bilder                     |
| RE-029       | Waltrop          | Lippeaue                                                       | 2169,4627    | Bilder                             |
| RE-031       | Waltrop          | Veiinghof                                                      | 34,0168      |                                    |